# Ade Dagunduro
Ade Dagunduro (22 de maio de 1986) é um basquetebolista profissional nigeriano-estadunidense.

## Carreira
Ade Dagunduro integrou a Seleção Nigeriana de Basquetebol, em Londres 2012, que terminou na décima colocação.